# Ivo Moring
Pour les articles homonymes, voir Moring.
Ivo Moring (né le 27 août 1971 à Hambourg) est un producteur de musique allemand.

## Biographie
Moring commence sa carrière dans la pop en 2001, après plusieurs années comme batteur de l'orchestre de l'Opéra d'État de Hambourg. En 2007, il fonde ALANApublishing. Il obtient son premier succès en compagnie de Thorsten Brötzmann avec Ein Stern de DJ Ötzi qui est pendant douze semaines numéro des ventes de singles en 2007. Il a aussi du succès comme compositeur avec Nie Genug de Christina Stürmer, Space Cowboy de Banaroo ou Perfect Love de Lutricia McNeal (en).
Une grande partie de son œuvre s'est faite avec Thorsten Brötzmann. Moring a travaillé entre autres avec Heather Nova, Darren Hayes de Savage Garden, Jennifer Paige, Oonagh, Cazzette, Limahl, Jordan Knight & New Kids on the Block, Beyond the Black, Sarah Connor, Lutricia McNeal, Chris Norman, Christina Stürmer, Sandra, Coolio, Adoro (en), Matthias Reim, Howard Carpendale, Beatrice Egli, Jürgen Drews, Roland Kaiser et les Puhdys.
En 2014 et 2015, Moring et Brötzmann produisent et écrivent ensemble une partie de l'album d'Oonagh. Le single Blind Heart écrit par le duo de DJs suédois Cazzette (en) et Ivo Moring est numéro un des singles dance aux États-Unis.
Outre la musique pop, Moring compose de la chill-out et de la musique pour de la publicité.
En 2013, ALANApublishing collabore avec BMG Rights Management.